# Envårskål
Envårskål (Pithya cupressina s. str.) är en svampart som tillhör divisionen sporsäcksvampar, och som först beskrevs av August Johann Georg Karl Batsch och Fr., och fick sitt nu gällande namn av Karl Wilhelm Gottlieb Leopold Fuckel. Envårskål ingår i släktet Pithya, och familjen Sarcoscyphaceae. Arten är reproducerande i Sverige.